# 高力房镇
高力房镇，是中华人民共和国辽宁省鞍山市台安县下辖的一个乡镇级行政单位。

## 行政区划
高力房镇下辖以下地区：
华油社区、大高力房村、东曾村、锅称子村、黄金村、马坨村、红星村、枣木村、红旗村、程家村、小高力房村、前黑坨子村、后黑坨子村、太平村、陈家房村、平安村、桥坨子村、欧力村和九台子村。